# Mensjikovpaleis
Het Mensjikovpaleis (Russisch: Меншиковский дворец, Mensjikovski dvoretsj) is een voormalig paleis en tegenwoordig een museum in de Russische stad Sint-Petersburg. Het paleis, gebouwd in een barokke stijl die zeer door Peter de Grote werd gewaardeerd, staat op de Universitetskaja-kade van het Vasiljevski-eiland, langs de Bolsjaja Neva. Het was het eerste stenen gebouw in de stad. Sinds 1981 wordt het, als dependance van de Hermitage, gebruikt als museum.
Het paleis werd in 1710 als residentie van de gouverneur-generaal van Sint-Petersburg, Aleksandr Mensjikov, gebouwd. Het werd in 1711 opgeleverd, maar de bouw (waarbij de architect Giovanni Maria Fontana geassisteerd werd door Domenico Trezzini, Bartolomeo Rastrelli, Georg Johann Mattarnovy en Jean-Baptiste Le Blond) duurde tot 1727, toen Mensjikov met zijn familie naar Siberië verbannen werd en zijn eigendommen geconfisqueerd werden.
In 1731 werd de cadettenschool opgericht, die zijn intrek nam in het paleis en omliggende gebouwen. Aan het einde van de 19e eeuw werd het paleis gerestaureerd en kreeg het de functie van museum. In eerste instantie was het nog het museum van de cadettenschool. In 1924 werd de collectie naar de Hermitage en andere musea overgebracht. Van 1956 tot 1981 werd het paleis opnieuw gerestaureerd, waarna het werd opengesteld als dependance van de Hermitage. In deze dependance worden nu Russische kunstwerken uit de 17e en vroege 18e eeuw tentoongesteld.